# In Dreams
Pour l'album du groupe Editors, voir In Dream.
Singles de Roy Orbison
Paper Boy
(1962) Falling
(1963)
In Dreams est une chanson de l'auteur-compositeur-interprète américain Roy Orbison.
Selon le site Songfacts,

« Roy Orbison a raconté dans ses interviews que les paroles de cette chanson  lui sont venues en rêve; il a écrit la musique une fois qu'il s'est réveillé. »

Roy Orbison a sorti la chanson en single sur le label Monument Records en février 1963.
Aux États-Unis, la chanson a atteint la 7e place dans le Hot 100 de Billboard. Au Royaume-Uni, elle est aussi devenue très populaire : le single avec la chanson a passé deux semaines à la 6e place du classement national.

## Dans la culture
- La musique est utilisée pour la série Mercredi de Tim Burton, lorsque La Famille Addams est sur le chemin de la Nevermore en voiture et que Morticia Addams et Gomez Addams s’embrassent amoureusement, ce qui répugne Mercredi (Jenna Ortega).

## Anecdote
L'utilisation de cette chanson de Roy Orbison dans le film Blue Velvet de David Lynch, en 1986, lui vaut un retour à la popularité ; il est intronisé au Rock and Roll Hall of Fame l'année suivante. Il signe ensuite un contrat avec la maison de disques Virgin Records et enregistre avec k.d. lang un duo sur Crying pour le film Hiding Out (en) de Bob Giraldi (sorti en 1988), récompensé par un autre Grammy Award. 